# Kopiec Kosynierów (Grochowskiego)
Kopiec został usypany w miejscu będącym zbiorową mogiłą ok. tysiąca żołnierzy polskich, poległych w bitwie pod Szczekocinami 6 czerwca 1794r. Na tablicy znajduje się napis: „Wojciechowi Bartoszowi Głowackiemu śmiertelnie rannemu na polach wsi Wywła oraz poległym bohaterom Insurekcji Kościuszkowskiej w 190. rocznicę bitwy”. W tym miejscu ranny został Bartosz Głowacki. Według niektórych źródeł w żołnierskiej mogile spoczywa poległy w boju gen. Jan Grochowski.
Jest jednym z trzech kopców usypanych w różnych rejonach bitwy; pozostałe kopce to kopiec Kościuszki w Chebdziu i kopiec Prusaków.